# Bobsleje na Zimowych Igrzyskach Olimpijskich Młodzieży 2024
Zawody w bobslejach na Zimowych Igrzyskach Olimpijskich Młodzieży 2024 odbyły się w dniach 22–23 stycznia 2024 roku.
Zawodnicy i zawodniczki rywalizowali w konkurencji monobobów. Zawody rozgrywane były w koreańskim Gangwon, a areną zmagań było miejscowe Alpensia Sliding Centre.

## Klasyfikacja medalowa
*   Gospodarz ( Korea Południowa)
| Miejsce | Reprezentacja     | Złoto | Srebro | Brąz | Razem |
| ------- | ----------------- | ----- | ------ | ---- | ----- |
| 1       | Korea Południowa* | 1     | 0      | 0    | 1     |
| 1       | Dania             | 1     | 0      | 0    | 1     |
| 3       | Tunezja           | 0     | 1      | 0    | 1     |
| 3       | Tajlandia         | 0     | 1      | 0    | 1     |
| 5       | Chiny             | 0     | 0      | 1    | 1     |
| 5       | Rumunia           | 0     | 0      | 1    | 1     |
| Razem   | Razem             | 2     | 2      | 2    | 6     |

## Terminarz
Na podstawie:
| Data             | Godzina | Konkurencja       | Złoto       | Srebro           | Brąz          |
| ---------------- | ------- | ----------------- | ----------- | ---------------- | ------------- |
| 22 stycznia 2024 | 14:30   | Monobob dziewcząt | Maja Voigt  | Agnese Campeol   | Mihaela Anton |
| 23 stycznia 2024 | 14:30   | Monobob chłopców  | So Jae-hwan | Jonathan Lourimi | Chi Xiangyu   |